# Bolotridon
Bolotridon — вимерлий рід епіцинодонтових цинодонтів. Він був перейменований за своїм початковим позначенням роду Tribolodon (Harry Govier Seeley, 1895), який вже був зайнятий родом карпових риб, названим у 1883 році Sauvage. Назва Болотрідон була придумана Брайаном В. Коудом у публікації 1977 року як анаграма Триболодон.
Скам'янілості представників роду були знайдені в зоні збору анісійських циногнатусів формації Бургерсдорп у Південній Африці.